# Georges-André Chevallaz
Pour les articles homonymes, voir Chevallaz.
Georges-André Chevallaz, né le 7 février 1915 à Lausanne (originaire de Montherod) et mort le 8 septembre 2002 dans sa ville natale, est une personnalité politique suisse, membre du Parti radical-démocratique. Il est conseiller fédéral de 1974 à 1983 et président de la Confédération en 1980.

## Biographie
Originaire de Montherod et né à Lausanne, Georges-André Chevallaz effectue ses études de lettres à l'Université de Lausanne. Il est tout d'abord professeur à l'école supérieure de commerce de 1942 à 1955, tout en travaillant à sa thèse, qui lui permet de décrocher un doctorat ès lettres en 1949. Entré au parti radical lausannois en 1945, qu'il préside dès 1953, Georges-André Chevallaz est élu au Conseil communal de Lausanne en 1949. En 1956, il est nommé à la direction de la Bibliothèque cantonale et universitaire de Lausanne qu'il dirige jusqu'en 1957, année de sa nomination au poste de syndic de Lausanne (1957-1973). Conseiller national de 1959 à 1973, il est candidat au Conseil fédéral en 1966, battu par le radical tessinois Nello Celio. À cette époque, il signe régulièrement des chroniques dans le quotidien « 24 heures ».
Le 5 décembre 1973, Georges-André Chevallaz est élu au Conseil fédéral comme représentant du canton de Vaud, devenant le 86e conseiller fédéral de l'histoire[réf. nécessaire]. Il dirige successivement le Département des finances et des douanes de 1974 à 1978, le Département fédéral des finances en 1979, puis le Département militaire fédéral (DMF) de 1980 à 1983. Il est président de la Confédération en 1980. Il démissionne le 31 décembre 1983.
Passionné d'histoire, il est l'auteur de plusieurs ouvrages, dont un manuel d'histoire qui a marqué plusieurs générations d'écoliers romands,.
Il décède le 8 septembre 2002 à Lausanne. Ses obsèques, le 12 septembre en la cathédrale de Lausanne, sont sobres et austères : aucun discours ni hommage officiel n'y sont prononcés.
Georges-André Chevallaz est le père du conseiller national Olivier Chevallaz et du brigadier Martin Chevallaz et le petit-neveu du jardinier-paysagiste Lucien Chevallaz.